# Viktor Rossi
Viktor Rossi, né le 31 octobre 1968 à Berne (originaire de Pietravairano en Italie et de Berne), est une personnalité politique suisse, membre des Vert'libéraux. 
D'abord enseignant puis fonctionnaire fédéral et vice-chancelier de la Confédération, il est élu chancelier de la Confédération le 13 décembre 2023.

## Biographie

### Origines et famille
Viktor Rossi naît le 31 octobre 1968 à Berne. Il est originaire de Pietravairano en Italie et de Berne. Son père, Vittorio, est un saisonnier italien ; sa mère est autrichienne,. Toute la famille se fait naturaliser suisse en 1974.
Il est marié et père de deux filles.

### Formation et études
Après un apprentissage de cuisinier, qu'il entame sans avoir terminé sa dernière année de scolarité, il rattrape sa maturité et fait des études de droit et d'économie à l’Université de Berne. Il y obtient un master en sciences de l'administration en 1996.
Il obtient par la suite un DAS (Diploma of Advanced Studies) en droit en 2015.

### Parcours professionnel
Après avoir été brièvement enseignant, il dirige de 1999 à 2010 l'école professionnelle commerciale de Bienne,,. Il exerce également les fonctions de vice-président et de secrétaire de la Conférence des écoles professionnelles ainsi que dans des écoles supérieures du canton de Berne. Il occupe par ailleurs le poste de président de la Conférence des recteurs d’écoles professionnelles commerciales du canton de Berne et préside le club de sport STB (de).
Il entre à la Chancellerie fédérale en octobre 2010. Dans cette organisation, il dirige tout d’abord  la section « Gestion des affaires et logistique », avant de devenir, en novembre 2015, délégué du chancelier de la Confédération chargé du projet informatique clé GENOVA.
Le 14 décembre 2018, le Conseil fédéral le nomme vice-chancelier de la Confédération au 1er mai 2019, . Dans cette fonction, il dirige, en coordination avec le chancelier de la Confédération et le porte-parole du Conseil fédéral, l’exécution et a la responsabilité des tâches en lien avec la préparation et le suivi des séances du Conseil fédéral. Il supervise sept unités, comme la responsabilité stratégique, financière et organisationnelle des Services linguistiques centraux de la Chancellerie fédérale et le Centre des publications officielles.
Il se porte candidat à la succession de Walter Thurnherr au poste de chancelier de la Confédération le 30 octobre 2023, en tant que membre du parti vert'libéral. Il est élu le 13 décembre suivant, au deuxième tour de scrutin (par 135 voix contre 103 à l'UDC Gabriel Lünchinger). C'est la première fois qu'un membre d'un parti qui n'est pas représenté au Conseil fédéral accède à ce poste.